# قايدو برونر
قايدو برونر (بالألمانية: Guido Brunner)‏ هو دبلوماسي وسياسي إسباني وألماني، ولد في 27 مايو 1930 في مدريد في إسبانيا، وتوفي بنفس المكان في 2 ديسمبر 1997. حزبياً، نشط في الحزب الديمقراطي الحر.

## مناصب
- انتخب عضو مجلس الشيوخ عن برلين ‏ (1981 – 1981).
- انتخب سفير ألمانيا لدى إسبانيا (1982 – 1992).
- انتخب عضو في برلمان برلين ‏.
- انتخب عضو في البوندستاغ الألماني خلال فترته النيابية  [لغات أخرى]‏ (4 نوفمبر 1980 – 28 يناير 1981).

## روابط خارجية
- قايدو برونر على موقع مونزينجر (الألمانية)